# Galeodes bicolor
Galeodes bicolor är en spindeldjursart som beskrevs av Roewer 1934. Galeodes bicolor ingår i släktet Galeodes och familjen Galeodidae. Inga underarter finns listade i Catalogue of Life.